# Murray Edelman
Murray J. Edelman (1919 – 26 gennaio 2001) è stato un politologo statunitense, noto per i suoi studi dedicati alla simbologia politica e alla psicologia politica.

## Biografia
Edelman conseguì il grado di bachelor in scienze sociali dalla Bucknell University nel 1941, la laurea magistrale all'Università di Chicago nel 1942 e il Doctor of Philosophy in scienze politiche all'Università dell'Illinois nel 1948. Rimase poi in quest'ultimo ateneo fino al 1966, quando approdò all'Università del Wisconsin - Madison. Edelman ne diventò rettore nel 1971, e si ritirò nel 1990.
Durante la sua carriere, Edelman ricevette molti riconoscimenti per i suoi studi, tra cui il Fulbright Awards, e divenne socio del John Simon Guggenheim Memorial Foundation e del National Endowment for the Humanities.

## Pensiero
Edelman ha formulato una teoria generale della politica che si basava su due differente dinamiche, un mercato "strumentale" (occultato alla massa) ed uno "simbolico" (pubblico), e su tre attori: l'élite dominante, la massa, i gruppi di interesse (altresì dette minoranze organizzate); i gruppi, in possesso di risorse materiali, con esse influenzano l'operato dell'élite dominante, cercando di perseguire i propri interessi; nel frattempo, per assicurarsi il sostegno da parte della massa, le élite offrono alla massa "simboli" che assicurano loro conformità, simboli ascrivibili in due tipologie, di "rassicurazione" oppure di "minaccia".
La tesi, sebbene affascinante poiché con intenti demistificatori e con tematiche attuali come la percezione della distanza dalla realtà politica, è stata criticata in quanto descrive dinamiche legate al solo "sostegno" politico (e non arriva ad essere quindi una teoria "generale" della politica), non è basata su precise teorie della personalità (oppure solo in parte, o si contraddice), e poiché descrive solo parzialmente i fenomeni: ad esempio, si riferisce ad un rapporto di potere unidirezionale tra élite e massa, la prima che offre simboli alla seconda e ne riceve in cambio sostegno, quando in realtà il sostegno non si traduce in cieca obbedienza, è un fenomeno più complesso, e la massa, trovandosi di fronte a "miti ideali" di assetti politici, è in grado di commisurare questi alla condotta effettiva delle élite.

## Opere
- Gli usi simbolici della politica (The Symbolic Uses of Politics, 1964)
- Politics as Symbolic Action: Mass Arousal and Quiescence (1971)
- Political Language: Words that succeed and policies that fail (1977)
- Lo spettacolo della politica (Constructing the Political Spectacle, 1988)
- From Art to Politics: How Artistic Creations Shape Political Conceptions (1996)
- The Politics of Misinformation (2001)